# William Grant Still
Pour les articles homonymes, voir Still.
William Grant Still est un compositeur et chef d'orchestre américain né à Woodville (Mississippi) le 11 mai 1895 et mort à Los Angeles (Californie) le 3 décembre 1978.

## Biographie
William Grant Still est le fils unique de Carrie « Frambo » Still et de William Grant Still, Sr.
Il étudie le violon à la M. W. Gibbs High School de Little Rock, puis entame des études de médecine, assez vite abandonnées au profit de la musique. En 1917, il entre au Conservatoire de musique d'Oberlin (Ohio) où il apprend le hautbois, puis en 1919, vient à New York. Les années 1920 seront pour lui décisives : ainsi, il étudie la composition, d'abord auprès de George Chadwick en 1921 à Boston, au Conservatoire de musique de la Nouvelle-Angleterre, puis à New-York durant deux ans, auprès d'Edgard Varèse. Et il s'initie à d'autres répertoires en travaillant notamment avec William Christopher Handy (surnommé "Le père du blues"). Étant afro-américain, William Grant Still (comme le britannique Samuel Coleridge-Taylor avant lui qu'il admirait) défend la cause des gens avec lesquels il partage les mêmes origines et qui sont victimes de la ségrégation raciale. Ces mêmes années 1920, il participe au mouvement "Renaissance de Harlem" destiné à promouvoir la culture afro-américaine, laquelle marquera sa musique toute son existence. Comme hautboïste, il joue dans le "Harlem Orchestra" de New York et aussi dans l'orchestre de la comédie musicale à succès Shuffle Along, à la distribution exclusivement afro-américaine, jouée à Broadway en 1921-1922. Il gagne également sa vie en travaillant pour une maison de disques. En 1929-1930, il est arrangeur musical pour Paul Whiteman à Los Angeles, où il s'installe en 1934. Là, il est sollicité par Hollywood pour réaliser des arrangements et orchestrations de musiques de films. Par exemple, il est l'orchestrateur de Dimitri Tiomkin sur Lost Horizon, film réalisé par Frank Capra en 1937. Il est également l'auteur (sans être crédité aux génériques) des musiques de six films en 1936-1937.
Comme compositeur, outre ses contributions au cinéma, on lui doit quantité d'œuvres dans des domaines variés, dont cinq symphonies, sept opéras, des pièces pour piano, de la musique de chambre, des œuvres chorales, des musiques de ballet, etc. Il commence à composer dès le début des années 1920 et sa première œuvre jouée sera From the Land of Dreams (pour voix solistes et orchestre de chambre) en 1925, mais de manière confidentielle. Plus retentissantes seront les créations en 1931 de son ballet Sahdji et surtout de sa première symphonie The Afro-American Symphony (à ce jour une des œuvres les plus connues du compositeur), par le Eastman-Rochester Orchestra (New York) sous la direction de Howard Hanson : c'est en effet la première fois aux États-Unis qu'un orchestre "blanc" joue des œuvres d'un compositeur classique "noir". Et cette première sera répétée pour la symphonie no 1 dès 1935, lorsqu'elle est jouée par l'Orchestre philharmonique de New York. Puis en 1937, sa symphonie no 2 Song of a New Race, est créée par l'Orchestre de Philadelphie sous la direction de Leopold Stokowski. Plus tard, son deuxième opéra (le premier, Blue Steel de 1935, ne sera pas joué de son vivant), achevé en 1941, Troubled Island, est créé en 1949 par le New York City Opera : là encore, pour la première fois, une troupe lyrique d'envergure internationale interprète aux États-Unis un opéra dont l'auteur est afro-américain. Notons ici qu'il épouse en 1939 la journaliste et pianiste Verna Arvey (en), laquelle sera la librettiste de plusieurs de ses opéras.
William Grant Still aura également des activités de chef d'orchestre. Ainsi, en 1936, il dirige l'Orchestre philharmonique de Los Angeles au Hollywood Bowl : c'est la première fois qu'un orchestre classique "blanc" est placé sous la baguette d'un afro-américain aux États-Unis. Mieux encore, il rééditera cette "performance", cette fois dans le "Sud profond", en dirigeant l'Orchestre philharmonique de La Nouvelle-Orléans en 1955. Par ailleurs, il dirigera aussi des orchestres de radio.

## Œuvres (sélection)

### Pièces pour piano ou orgue / Musique de chambre
- 1939 : Swanee River et Old Folks at Home pour piano ;
- 1940 : Bells pour piano ;
- 1942 : Incantation and Dance pour hautbois et piano ;
- 1946 : Pastorela pour violon et piano ;
- 1951 : Animal Sketches pour piano ;
- 1954 : Romance, pour saxophone et piano ; Marionette pour piano ;
- 1957 : 4 Indigenous Portraits pour flûte et quatuor à cordes ;
- 1960 : Lyric Suite pour quatuor à cordes ;
- 1962 : Reverie pour orgue ;
- 1963 : Elegy pour orgue ;
- 1968 : 5 Little Folk Suites pour quatuor à cordes.

### Œuvres pour orchestre
- 1922 : Black Bottom ;
- 1925 : Darker America ; From the Journal of a Wanderer ;
- 1926 : From the Black Belt ;
- 1927 : La Guiablesse, musique de ballet ;
- 1930 : Africa Suite ; Sahdji, musique de ballet ; Symphonie no 1 The Afro-American Symphony (révisée en 1935 puis en 1969) ;
- 1933 : A Deserted Plantation, suite pour petit orchestre ; The Sorcerer, musique de ballet ;
- 1935 : Kaintuck’, avec piano ; The Black Man Dances, suite avec piano ;
- 1936 : Dismal swamp, avec piano ; Lenox Avenue, musique de ballet ; Symphonie no 2 en sol mineur Song of a New Race (créé par l'orchestre Philharmonia sous la direction de Leopold Stokowski le 10 décembre 1937 ;
- 1940 : Miss Sally's Party, musique de ballet ;
- 1943 : Pages from Negro History - Music of Our Time, suite ;
- 1944 : Festive Overture ; Poem for Orchestra ;
- 1946 : Archaic Ritual, suite ;
- 1947 : Wood Notes, suite pour petit orchestre (créé le 22 avril 1948 par l'orchestre symphonique de Chicago sous la direction d'Artur Rodziński) ; Symphonie no 4 The Autochthonous Symphony ;
- 1949 : Carmela, avec violon ;
- 1953 : Danzas de Panama, suite ; Song for the Lonely ;
- 1956 : Ennanga, pour harpe et orchestre à cordes ;
- 1957 : Serenade, avec flûte, clarinette et harpe ; The American Scene, en 5 suites (no 1 The East ; no 2 The South ; no 3 The Old West ; no 4 The Far West ; no 5 A Mountain, a Memorial and a Song) ;
- 1958 : Symphonie no 3 The Sunday Symphony (créée le 12 février 1984 par l'orchestre symphonique du Nord Arkansas sous la direction de Carlton Woods (en)[11]) ; Symphonie no 5 The Western Hemisphere (en fait une révision de sa troisième symphonie) ;
- 1960 : Patterns, pour petit orchestre ; The Peaceful Land ;
- 1962 : Los alnados de España, suite avec récitant ;
- 1965 : Miniature Overture ; Threnody : In Memory of Jean Sibelius ;
- 1970 : Choreographic Prelude, pour flûte, piano et orchestre à cordes ; African Dancer, avec violon ; Ballet Music, suite ; Three Negro Songs for Orchestra.

### Œuvres avec voix soliste(s) et/ou chœurs
- 1920 : Promised Land, cantate sacrée pour voix et orchestre ;
- 1924 : From the Land of Dreams, pour deux sopranos, alto et petit orchestre ;
- 1925 : Levee Land, pour soprano et neuf instruments ;
- 1935 : Blue Steel, opéra ;
- 1938 : Tomorrow's City, pour récitant, chœurs et orchestre ;
- 1940 : And they lynched him on a Tree, pour récitant, contralto, deux chœurs (un "noir" et un "blanc") et orchestre ;
- 1941 : Troubled Island et A Bayou Legend, opéras ; Caribbean Melodies, pour six voix solistes, chœurs, danseurs, percussions et instruments divers ; Plain-Chant for America, pour baryton, chœurs et orchestre ;
- 1942 : March-Finale, pour chœurs et orchestre ; A Southern Interlude, opéra ;
- 1946 : Wailing Woman, pour soprano, chœurs et orchestre ;
- 1948 : From a Lost Continent, pour soprano, ténor, chœurs et orchestre ;
- 1949 : Songs of Separation for Orchestra, pour mezzo-soprano (ou baryton) et orchestre ;
- 1950 : Costaso, opéra ;
- 1951 : Mota, opéra ;
- 1953 : The Little Song that wanted to be a Symphony, pour récitant, trois sopranos et orchestre ;
- 1954 : A Psalm for the Living, pour chœurs et orchestre ;
- 1955 : The Pillar, opéra ; Rhapsody, pour soprano et orchestre ;
- 1960 : Minette Fontaine, opéra ;
- 1962 : Highway 1, USA, opéra (version révisée de A Southern Interlude, opéra de 1942) ;
- 1965 : All that I am, hymne pour chœurs et orgue.

### Musiques de films
(non crédité)
- 1936 : Lady of Secrets de Marion Gering ;
- 1936 : The Man who lived Twice de Harry Lachman ;
- 1936 : Théodora devient folle (Theodora goes Wild) de Richard Boleslawski ;
- 1936 : Aventure à Manhattan (Adventure in Manhattan) d'Edward Ludwig ;
- 1936 : La Chanson à deux sous (Pennies from Heaven) de Norman Z. McLeod ;
- 1937 : La Danseuse de San Diego (The Devil's Playground) d'Erle C. Kenton ;
- 1937 : En liberté provisoire (Back in Circulation) de Ray Enright.

## Hommages
L'astéroïde (6116) Still, découvert en 1984, est nommé en son honneur.